# Liste der Naturdenkmale in Lübtheen
In der Liste der Naturdenkmale in Lübtheen werden die Einzel-Naturdenkmale und Flächennaturdenkmale aufgeführt, welche sich in der zum Landkreis Ludwigslust-Parchim (Mecklenburg-Vorpommern) gehörenden Stadt Lübtheen befinden. Es handelt sich um eine Teilliste der Liste der Naturdenkmale im Landkreis Ludwigslust-Parchim.
Zwar liegen Teile des Stadtgebietes im Biosphärenreservat Flusslandschaft Elbe. Das für die in diesem Gebiet befindlichen Naturdenkmale zuständige Biosphärenreservatsamt hat allerdings keine eigene Verordnung über die Festsetzung von Naturdenkmalen veröffentlicht.

## Naturdenkmale
Im Stadtgebiet befinden sich Stand 2025 die folgenden 16 Bäume, die als Naturdenkmale geschützt sind.

| Bild                          | Nr.  | Bezeichnung | Standort                                                  | Beschreibung | Schutzzweck | Verordnung |
| ----------------------------- | ---- | ----------- | --------------------------------------------------------- | --- | ----------- | ---------- |
| BW                            | 232  | Eiche       | Lübtheen (53° 17′ 39,6″ N, 11° 3′ 41,2″ O)                | |             | [ 1 ]      |
| BW                            | 235  | Eiche       | Lübtheen Garlitz (53° 18′ 20,6″ N, 11° 0′ 22,1″ O)        | |             | [ 1 ]      |
| BW                            | 236  | Stieleiche  | Lübtheen Jessenitz-Werk (53° 16′ 55,6″ N, 11° 6′ 29,6″ O) | Trotz Totholz ist der aus fünf Stämmen bestehende Baum vital. |             | [ 1 ]      |
| BW                            | 237  | Eiche       | Lübtheen Briest (53° 14′ 9″ N, 11° 5′ 22,1″ O)            | |             | [ 1 ]      |
| BW                            | 238  | Platane     | Lübtheen Volzrade (53° 15′ 32,7″ N, 11° 6′ 14,7″ O)       | |             | [ 1 ]      |
| BW                            | 239  | Ulme        | Lübtheen Volzrade (53° 15′ 36,4″ N, 11° 6′ 17″ O)         | |             | [ 1 ]      |
| BW                            | 240  | Eiche       | Lübtheen Briest (53° 14′ 7,2″ N, 11° 5′ 20,3″ O)          | |             | [ 1 ]      |
| BW                            | 241  | Eiche       | Lübtheen Lübbendorf (53° 19′ 18,3″ N, 11° 9′ 16,5″ O)     | |             | [ 1 ]      |
| BW                            | 243  | Turnereiche | Lübtheen Fuchsberg (53° 18′ 25,5″ N, 11° 5′ 20,1″ O)      | Der Name dieser Stieleiche stammt vom damaligen Turnverein in Lübtheen, durch dessen Mitglieder sie gepflanzt worden sein soll. Die Unterschutzstellung erfolgte 2004. |             | [ 4 ]      |
| BW                            | 244  | Eiche       | Lübtheen Gößlow (53° 20′ 44,7″ N, 11° 8′ 43,5″ O)         | |             | [ 1 ]      |
| BW                            | 245  | Eiche       | Lübtheen (53° 18′ 14,8″ N, 11° 3′ 56,4″ O)                | |             | [ 1 ]      |
| BW                            | 246  | Eiche       | Lübtheen Briest (53° 14′ 8,3″ N, 11° 5′ 21,5″ O)          | |             | [ 1 ]      |
| mehr Fotos \| Fotos hochladen | 247  | Eiche       | Lübtheen Langenheide (53° 20′ 16,5″ N, 11° 1′ 13,8″ O)    | |             | [ 1 ]      |
| BW                            | 248a | Eiche       | Lübtheen Benz (53° 14′ 47,3″ N, 11° 7′ 2,1″ O)            | |             | [ 1 ]      |
| BW                            | 248b | Eiche       | Lübtheen Benz (53° 14′ 47,3″ N, 11° 7′ 2,1″ O)            | |             | [ 1 ]      |
| BW                            | 249  | Eiche       | Lübtheen Briest (53° 14′ 6,4″ N, 11° 5′ 19,3″ O)          | |             | [ 1 ]      |

## Flächennaturdenkmale
Es gibt mit Stand 2022 drei Flächennaturdenkmale in Lübtheen.

| Bild | Nr.          | Bezeichnung                 | Standort                                         | Beschreibung | Schutzzweck | Verordnung                                                           |
| ---- | ------------ | --------------------------- | ------------------------------------------------ | --- | ----------- | -------------------------------------------------------------------- |
| BW   | fnd_lwl_014  | Zwischenmoor nördlich Trebs | Lübtheen Trebs (53° 17′ 33,8″ N, 11° 7′ 28,4″ O) | Die im Biosphärenreservat Flusslandschaft Elbe befindliche Zwischenmoorfläche beträgt 3,31 ha, wobei 1986 eine Fläche von 3 ha als Naturdenkmal ausgewiesen wurde. Das Gebiet ist ein Kranichbrutplatz.                        |             | Beschluss des Rates des Kreises Hagenow Nr. 241-25/86 vom 03.12.1986 |
| BW   | fnd_lwl_033a | Trebser Moor                | Lübtheen Trebs (53° 17′ 39,7″ N, 11° 7′ 21,3″ O) | 1984 wurde das Moor als Orchideenstandort und Kranichbrutplatz unter Schutz gestellt. Es handelt sich um ein 6,78 ha großes Sauer-Zwischenmoor, welches im 1.510 ha großen FFH-Gebiet Lübtheener Heide und Trebser Moor liegt. |             | Beschluss des Rates des Kreises Hagenow Nr. 191-25/84 vom 08.12.1984 |
| BW   | fnd_lwl_033b | Trebser Moor                | Lübtheen Trebs (53° 17′ 40,9″ N, 11° 7′ 30,5″ O) | siehe: fnd_lwl_033a |             | Beschluss des Rates des Kreises Hagenow Nr. 191-25/84 vom 08.12.1984 |